# 日本占領時期のマラヤ
日本占領時期のマラヤ（にほんせんりょうじきのマラヤ）では、太平洋戦争中に、日本が占領統治した時期のイギリス領マラヤ（現・マレーシア）について説明する。
当時イギリス植民地だったマラヤは、1941年12月8日から1942年2月16日のシンガポールでの連合軍降伏（シンガポールの戦い）までの間に順次日本軍に占領されていった。日本軍は1945年に連合国に降伏するまで占領を続けた。マラヤの日本軍部隊が最初に武装解除したのは1945年9月2日ペナンで英国軍艦ネルソンの船上であった。

## 前段階
東アジア統合の考えは、1936年から1940年まで外務大臣を務めた有田八郎に端を発した大日本帝国陸軍の考えに基づいて形成された。日本の軍部は、日本による新たな大帝国はアジアにおけるモンロー主義、特にセオドア・ルーズベルトが中南米に関しその当然の帰結と主張した米国の方針と同じことだと主張した。アジア地域は、米国にとってラテンアメリカが不可欠であるのと同じように、日本にとって不可欠であると論じられた。
日本の外務大臣松岡洋右は、1940年8月1日に記者会見で大東亜共栄圏の構想を正式に発表したが、それは長年別の形で存在していた。日本の指導者らは長らくこの考えに興味を持っていた。ヨーロッパでの第二次世界大戦の勃発は、ヨーロッパ列強が効果的に制裁できなかったため、日本は「アジアのためのアジア」の名の下に中国からの支援の撤回を要求する機会を得た。圏域内の他の国々の多くは植民地支配下にあり、（インドネシアの場合のように）国民の一部は日本に同情的であり、戦争初期に日本に占領され、傀儡政府、あるいは（満州国の場合のように）最初からすでに日本の統制下にあった政権の下で変革された。これらの要因は、現実的な権威や結合力が何らないにもかかわらず、共栄圏を形成し、さしたる困難なくまとまることを助けた。大日本帝国のプロパガンダによれば、この共栄圏は、慈悲深い日本の傘の下で西側の植民地主義と支配から解放され、繁栄と平和を分かち合うアジア諸国の「共栄」を目指す新たな国際秩序を確立することになる。

## 準備
日本の軍務局第82部隊は1939年か1940年に編成され、これを実現するために台湾に拠点を置いた。最終計画段階では、この部隊は当時の林義秀大佐の指揮下にあった。マラヤに関する情報は、日本大使館職員（不満分子であるマレー人：特に日本人の築いた亀ソサイエティーのメンバー）を含む、日本人・朝鮮人・台湾人のビジネスマンや観光客のエージェントのネットワークを通じて収集された。英国諜報員パトリック・スタンリー・ヴォーン・ヒーナン大尉とセンピル卿を含む日本のスパイも情報提供と支援を提供した。ヒーナンの情報は、日本軍は地上で連合軍空軍の多くを破壊することを可能にした。
敵対行為に先立って、藤原岩市のような日本の情報将校は、マラヤのケサトゥアン・メラユ・ムダやインド独立連盟などのマレーとインドの親独立派組織と連携する秘密諜報機関を設立していた。日本軍は、その侵攻前に連合国軍部隊の動き、戦力、配置を割り出すのに、それらのメンバーが情報、後には援助を提供する見返りに、これらの運動に財政的支援を与えた。
1941年までに日本軍は4年間にわたり中国を征服する試みに携わっていた（日中戦争）。彼らは軍隊のために輸入物資、特に米国からの石油に大きく依存していた。 1940年から1941年にかけて、米国、英国、オランダは日本への石油と軍需物資の供給に禁輸措置を課した（ABCD包囲網）。禁輸措置の目的は中国を支援し、日本側に中国での軍事行動を停止するよう奨めることであった。日本は中国からの撤退は面目を失うことになると考え、代わりに東南アジアの米国、英国、オランダの領土に対して軍事行動を取ることを決定した。侵攻のための日本軍は1941年に海南島と仏領インドシナに集結した。インドシナと海南島での兵力増強は連合国に注目され、日本軍は質問に対し、それが中国での作戦に関連していると通知した。

## 征服
占領は1941年12月8日真夜中過ぎ、コタバルのパダンパクアマットビーチに大日本帝国軍が上陸して始まり、真珠湾攻撃の1時間前に英印軍との激しい戦闘を引き起こした（コタバルの戦い）。この戦いは太平洋戦争の正式な始まりであり、日本によるマラヤ占領の始まりとなった。コタバル空港は午前中は人がいっぱいだった。スンガイプタニ、バターワース、アロースターの各空港は1941年12月9日に占領された。コタバルに上陸した日本兵は2つの部隊に分かれ、1つは東海岸をクアンタンに向けて移動し、もう1つはペラ川に向かって南下した。1941年12月11日、日本軍はペナン島への爆撃を開始した。ジットラ、そしてアロースターは1941年12月12日に日本の手に落ちました。イギリス軍は南へ撤退しなければならなかった。1941年12月16日、イギリス軍はペナン島を日本軍の手に委ね、日本軍は12月19日にペナン島を占領した。
日本軍は南下を続け、12月26日にイポーを占領した。カンパーの戦いにおける日本軍の前進に対する激しい抵抗は、1941年12月30日から1942年1月2日まで三日三晩続き、その後イギリス軍は再び撤退しなければならなかった。1942年1月7日、インド第11歩兵師団（en:11th Indian Infantry Division）の2個旅団がスリム川の戦いで敗北し、日本軍はマラヤの首都クアラルンプールに容易に到達できるようになった。1月9日、英国の立場はより絶望的になり、ABDACOM最高司令官ウェーベル将軍は、英国とイギリス連邦の全軍を南のジョホールまで撤退させ、クアラルンプール（1月13日に日本軍が占領した）を放棄することを決定した。
イギリス軍の防衛線はジョホール北部に築かれ、西のムアルからセガマトを経て東のメルシンまで続いた。第45インド歩兵旅団（en:45th Indian Infantry Brigade）はムアルとセガマトの間の戦線の西部に沿って配置された。第二次オーストラリア帝国軍（AIF）は中央に集中し、そこからセガマトから北に進み、 1月14日にグマスで前進する日本軍と衝突した。第5師団（日本の主力部隊を構成）は1月15日に到着し、オーストラリア軍をセガマットに押し戻した。その後日本軍は経験の浅い第45インド旅団の方に向かって西に進み、簡単に撃破した。連合軍司令部はオーストラリア第2/19大隊と第2/29大隊を西に向かうよう指示した。第2/19大隊は1942年1月17日にムアルの南で日本軍と交戦した。
戦闘は1月18日まで続き、第2/19大隊と第2/29大隊の努力にもかかわらず、ジョホール州の防衛線は崩壊した。連合軍はジョホール・コーズウェイを越えてシンガポールまで後退しなければならなかった。1942年1月31日が近づくにつれ、マラヤ全土が日本の手に落ちた。

## 占領

### 日本の政策
占領地管理に関する日本の政策については、1941年2月に大日本帝国陸軍の小畑信良大佐 (南方軍参謀) と西村乙嗣中佐と東福清次郎主計中佐らからなる研究班が発足し、同年11月に占領地の治安の回復、国防資源の急速獲得、作戦軍の自活確保を方針とする「南方占領地行政実施要領」が決定された。行政的には、海峡植民地は日本軍の直轄となり、マレー連合州とジョホールはスルタンの統治下にある自治保護国として残り、北部4州（en:Si Rat Malai）は最終的にはタイ王国の統治に戻ることになった。
シンガポールは昭南島と改名、昭南特別市が設置された。
占領されたマラヤは、当初、陸軍の第25軍が軍政を所管し、1943年4月にマライ軍政監部が新設された。第25軍の参謀長は総監、総務部長は 渡辺渡大佐が執行官であった。占領政策を実行したのは渡辺だった。彼は特に強硬な考えを持っており、日本人に対して中国本土を支持している中国人を特に厳しく扱った。マレー人とインド人は協力的だったので、より穏やかに扱われた。
渡辺は、イギリスの統治が現地人に享楽的で物質主義的な生活様式をもたらしたと強く信じ、彼らが肉体的及び精神的な訓練と教育によって困難に耐えるように指導される必要があると考えた。また、八紘一宇と大東亜共栄圏を確立するために、必要ならば命を捧げる覚悟も必要であると信じていた。
1943年3月に藤村益蔵少将が軍政監に就いたとき、日本の戦況は悪化しており、全現地人の協力が必要であると認識した。華僑に対するより抑圧的な政策は徐々に解除され、1943年10月2日にマラヤ各州・市に住民人口比でマレー人、華僑、インド人その他の住民代表が選出される「参事会」が設置された。ただし、参事会の機能は名目的なものに過ぎなかったと指摘されている。
1944年3月、浜田弘大佐は華僑コミュニティの指導者や若者との議論を行うために公共読書室を設立している。

### 日本語の扱い
マラヤにおいても、南方の他の地域と同様、日本語を「大東亜の共通言語」とすることが目指されたが、日本語を公用語とする公文書は確認できていないとされている。
英語についても、英語を禁止し、日本語を公用語とすることを求める昭南特別市長に対する通達が軍政監部から出されたが、言語政策には慎重を期すべきとする大達茂雄市長の反対があり、同市に倣う形となったその他各州を含め、実施されなかったとされる。旧英語学校では、引き続き英語が使われ、英字新聞も発行されていた。
それでも日本語化の動きは窺える。その最初の現われは、店の看板と通りの名前を変更することだった。ペナンは東條島 (とうじょうとう) に改名され、マラヤは馬来 (マライ) に改名された。マラヤの言語の尊重姿勢がある場合においても、マレー語は方言と考えられており、日本人はそれをスマトラ語で標準化することを望んだ。

### その他の習俗・文化
標準時も日本に合わせて変更された。
日本のお辞儀の習慣も導入され、一般人が警備中の日本兵にお辞儀をすることが礼儀の名で要求された。

### 宣伝
侵攻した日本軍は、地元マレー人の支持を得るために「アジア・ウントゥク・オラン・アジア」（訳：アジア人のためのアジア）などのスローガンを使用した。マレー系急進派には、マラヤを重要拠点として「アジア人のためのアジア人」と「大東亜共栄圏」を創設するという日本軍の計画を遵守するよう厳しい指示が与えられていた。イギリスがマラヤの資源を搾取することを望む帝国主義勢力として描かれる一方で、日本人は地元住民に自分たちがマラヤの真の救世主であると説得するために懸命に取り組んだ。しかし、1943年11月に日本が大東亜会議を開催したとき、日本軍がマラヤとインドネシアの両地域の併合を望んでいたため、双方が除外された。

### 新聞
日本の通信社である同盟通信社は、マラヤ、シンガポール、英領ボルネオを独占的にカバーする権利を与えられた。この地域のすべてのニュース出版物はその管理下に置かれた。例外は、1942年から1943年にかけてイポーでジョン・ヴィクター・モライスによって発行された『ペラ・タイムズ』である可能性がある。
ペナンでは、1942年12月8日にマレー語、中国語、英語の新聞がペナン新聞に統合された。 マレー系水彩画家の先駆者アブドラ・アリフは新聞に風刺画を描いた。戦後、アリフは独立支持派統一マレー国民組織（UMNO）の積極的なメンバーとなり、最終的に1955年から1957年までペナン市議会議員を務めた。マライ新報は1943年1月1日にマレー・メールに代わってクアラルンプールで発行された。イブラヒム・ヤーコブが所有し、日本軍が資金提供したジャウィ文字の新聞『ワルタ・マラヤ』は、日本軍の侵攻前に出版を中止したが、1942年半ばから1942年8月14日までの短期間、再開された。その短い期間、日本側によって管理されていた。

### 駐屯地
シンガポールに本部を置いた第25軍は、1944年1月までマラヤで駐屯任務を行った。これに代わって、石黒貞蔵中将指揮下の第29軍第94歩兵師団が終戦までペラ州タイピンに本部を置いた。
南方軍の第2野戦憲兵隊（第25軍所属）とその後の第3野戦憲兵隊（第29軍所属）は憲兵を派遣し、ナチ的な方法で治安を維持した（昭南憲兵隊）。これらの部隊は、軍人と民間人の両方を自由に逮捕し、拷問を伴って尋問することができた。文民警察は彼らに従順だった。第2野戦憲兵隊の部隊長は大石正幸中佐であった。第3憲兵隊は兒嶋正範少将が指揮した。戦争の終わりまでに758人の憲兵隊がマレーに駐留しており、より多くの人数がタイ占領下のマラヤ諸州に駐留していた。

### ペナン潜水艦基地
占領中、ペナンは日本、イタリア、ドイツの海軍によって潜水艦港として使用された。日本海軍の第6艦隊第8潜水戦隊は、石崎昇少将の指揮のもと、1942年2月からペナンに駐屯した。この基地は、ドイツ占領下のヨーロッパに向かう潜水艦の給油基地として、またインド洋での作戦のために使用された。1943年初頭、ドイツとイタリアの最初の潜水艦がペナンに寄港し始めた。1943年4月、ヴィルヘルム・ドメス中尉指揮下のU-178（en:German submarine U-178）はペナンのドイツUボート基地の設置と指揮のために派遣された。この基地は、3つの枢軸海軍すべてが使用する唯一の作戦基地であった。
ペナンの日本の潜水艦は、1942年5月29日のマダガスカルの戦いに参加し、ディエゴ・スアレス港の船舶を攻撃した。イタリアのBETASOM潜水艦7隻は極東からの重要物資を輸送するために改造され（バニョリン、バルバリーゴ、コマンダンテ・カッペリーニ、ジュゼッペ・フィンツィ、レジナルド・ジュリアーニ、エンリコ・タッツォーリ、ルイージ・トレッリ）、そのうち2隻は連合国によって沈められ、2隻は1943年9月のイタリアの降伏後にドイツ軍によってペナンで拿捕され、使用され、5隻目はボルドーでドイツ軍に拿捕されたが使用されることはなかった。
基地のモンスーン部隊に割り当てられた最初の11隻のUボートのうち、1943年10月から11月の間に到着したのはU-168、U-183、U-188およびU-532のみだった。1943年末に派遣された2番目のグループのうち、U-510のみが連合軍が支配する海を通過し、到着した。この艇は1944年4月に到着し、その頃、焦点は戦闘任務からヨーロッパとアジアの間の輸送に移っていた。これらの貨物輸送任務は、ドイツと日本の間で切望されている戦争物資を輸送することでした。
1944年3月までに基地は物資が不足し、連合軍の対潜哨戒による脅威が増大していた。航空支援や偵察が欠けていた。日本軍はペナン基地が連合軍の爆撃範囲内に入ったため、1944年の終了前に潜水艦をペナン島から引き上げた。ドイツ軍は1944年12月まで残留し、その後シンガポールに撤退した。
ドイツが降伏すると、残った潜水艦は日本軍に占領され、ドイツの水兵らはバトゥー・パハトに移動した。 1945年にイギリス人が帰還すると、船員たちはチャンギで投獄され、最後のフレガッテンカピテンであったヴィルヘルム・ドメスは1947年にドイツに送還された。

### 公務員
全体的な統制と管理は第25軍の責任であった。マレー北部の諸州がタイに移管されたことにより、それらの諸州はタイの支配下に移された。マラヤが第25軍から第29軍に移管されたことにより、ジョホールはシンガポールを拠点とする南方軍の管理下に置かれた。
占領期間中、日本と台湾の文民がマラヤの公務員と警察を率いていた。マラヤの公務員の構造は戦前のマラヤ公務員と同様であり、多くの公務員が再任用された。英国政府の法律や規制の多くは引き続き使用された。スルタンは、最終的には権力から完全に外される意図であったが、当初は名目上の統治者としてその座を続けることが許されていた。

### タイによるマラヤ北部諸州の併合
1909年まで、ケダ、プルリス、クランタン、トレンガヌはタイの領土だった。1909年の条約の一環として、タイはそれらを英国の管理下に移管した。
1943年7月、日本の東条英機首相は、1941年12月21日にタイと日本の間で締結された軍事同盟（日泰攻守同盟条約）の一環として、ケダ州、ペルリス州、クランタン州、トレンガヌ州がタイに返還されると発表した。タイはこれらの州をシブリ州、パリット州、カランタン州、トランカヌ州として統治した。1943年10月18日から終戦で日本軍が降伏するまで、日本軍と憲兵隊は引き続き上記の州に駐留した。

### 生活条件

#### 兵徴募活動
日本軍は占領前も占領後も、特にインド人とマレー人に対して募兵・徴兵を行った。

#### インド独立連盟
マレー侵攻に先立ち、日本の諜報員・藤原岩市少佐はインド独立連盟のプリタム・シン・ディロンと関係を築いていた。藤原とディロンはモハン・シン少佐を説得し、マラヤ方面作戦中に捕らえられた不満を持ったインド兵士を集めてインド国民軍（INA）を結成するよう説得した。シンはパンジャーブ第14連隊の第1大隊の士官で、ジットラの戦いの後に捕らえられていた。日本軍の作戦が進むにつれ、さらに多くのインド軍が捕虜となり、かなりの数がシン指揮下の新部隊への参加を説得された。
シンガポール陥落後、軍隊が誕生した。1942年9月1日までに、マラヤとシンガポールの元兵士と民間人の両方から集められた志願者数は4万人に達した。シンは今や将軍に任命され、それを指揮することになっていた。すでに1942年6月15日から23日までバンコクで開催された会議で、ラース・ビハーリー・ボース率いるインド独立連盟はシンを最高司令官に任命していた。
シンは藤原と良好な関係を築いていたが、大日本帝国陸軍からのいくつかの命令に幻滅した。これにより、1942年12月29日に憲兵隊によって逮捕された。1943年6月にドイツからスバス・チャンドラ・ボースが帰還すると、インド国民軍は自由インド仮政府の形で復活した。チャンドラ・ボースは、インド人駐在員の間でインド独立の大義のもと、資金と人材を組織した。INAには、ラクシュミー・スワーミーナータン大尉が率いるジャーンシー王妃連隊（ラクシュミー・バーイー王妃にちなんで命名）という独立した女性部隊があったが、これはアジア初の女性部隊と見なされていた。
戦争後期に軍事的逆転に直面しても、ボースはアザド・ハインド運動への支持を維持することができた。

#### ケサトゥアン メラユ ムダ（KMM）
藤原が築いたもう一つのつながりは、マレー独立支持団体ケサトゥアン・メラユ・ムダのイブラヒム・ヤーコブとの関係だった。第二次世界大戦前夜、ヤコブとケサトゥアン・メラユ・ムダのメンバーは反英国感情を積極的に促した。日本の援助により、この組織はシンガポールに本拠を置く影響力のあるマレー語出版物『Warta Malaya』を購入した。日本軍の侵攻に近い時期に、ヤーコブ、イスハク・ムハンマド、そしてケサトゥアン・メラユ・ムダの指導者たちの多くがイギリス軍に逮捕され、投獄された。
マラヤの戦い中、ケサトゥアン メラユ ムダのメンバーは、日本軍がマラヤの独立を与えると信じて日本軍を支援した。日本軍がシンガポールを占領したとき、逮捕された隊員は日本軍によって釈放された。同組織の副会長ムスタファ・フセインらは日本にマラヤ独立の許可を要請したが、要請は拒否された。その代わりに日本軍はケサトゥアン・メラユ・ムダを解散させ、代わりに民兵組織ペンベラ・タナ・エアー（マライ義勇軍またはマレー語の頭字語PETAとしても知られる）を設立した。ヤコブには2,000人の民兵隊を指揮する中佐の階級が与えられた。

#### 残虐行為
日本軍がマレー半島とシンガポールをイギリス軍から奪った後、彼らの注意は自らの地位を強化することに移った。最も懸念されたのは、日本と戦っている中国の国民党軍と共産党軍の両方を経済的に支援していることで知られる華人だった。1941年12月に、中国人内から排除すべき重要分子のリストが作成された。1942年2月17日、第25軍司令官山下奉文中将は中国人内の反日分子の排除を命令した。採用された方法は占領している軍によって使用されてきたものである。占領軍である第5師団、第18師団、近衛師団はこれまでの行動において、容疑者を裁判なしで処刑していた。同日、マレー連隊の生き残った70人の兵士が、日本軍によってシンガポールのファーラー・パークの捕虜収容所からパシール・パンジャンの戦地（パシル・パンジャンの戦い）に連れ出され、射殺された。マレー人連隊士官の中には日本軍によって斬首された者もいた。1942年2月23日の山下の声明の中でなされた説明は、彼らが中国人反乱者と結託しているというものだった。このメッセージは、1942年2月28日の昭南タイムスの記事「一殺多生剣」というタイトルで詳しく説明された。
2月にシンガポールで始まり、その後マラヤ全土で、脅威とみなされた中国人を一斉検挙し処刑するプロセスが始まった。これが粛清とよばれる虐殺の始まりであり、主に憲兵隊によって推定5万人以上の華僑が殺害された。
具体的な事件としては、1942年2月28日のジョホール州コタ・ティンギでの事件（2,000人が死亡）が挙げられ、3月4日ジョホール州ゲラン・パタ（300人死亡）、3月6日ジョホール州ベヌート（人数不明）、2月から3月にかけてジョホールバル、スナイ、クライ、セデナック、プーライ、レンガム、クルアン、ヨンペン、バトゥ・パハト、センガラン、パリト・バカウ、ムアールで発生（ジョホールでは最大2万5千人の中国人が殺害されたと推定され、有村治子の夫の祖父も犠牲者の内の一人とされている）、3月16日マラッカのタンジョンクリン（142人死亡）、3月15日ヌグリ・スンビラン州クアラ・ピラー（76人死亡）、3月16日ヌグリ・スンビラン州パリッティンギ（村全体で100人以上が殺害）。 3月18日には現在のティティの町近くのイロンロン（1474人が死亡、横小路清美少佐とその部隊によって村全体が抹殺された）。 4月にペナン島（東川少佐により数千人が殺害）。ゲリラ活動の増大に伴い、さらなる虐殺が発生した。その中には、1942年7月31日に橋本伍長指揮下の軍隊によって壊滅させられた、ヌグリ・スンビラン州ジュンプール地区にある人口400人の村スンガイルイを含む。
粛清虐殺のニュースは1943年2月までに西側に伝わり、中国情報筋は、シンガポールとマラヤで9万7千人の抗日中国人と疑われる中国人が日本軍によって投獄または殺害されたと述べた。同記事はまた、日本軍が相互保証制度を設け、中国人30家族からなるグループが、メンバーの誰も日本軍に敵対しないことを保証し、もし敵対者が出ればグループ全体が処刑された。
シンガポールのチャンギ刑務所と同様、マラヤ全土の主要な民間刑務所（プドゥー刑務所やタイピン刑務所など）は、拘留および処刑場として使用するために日本軍によって再建された。クアラ・カンサーのマレーカレッジを含め、さまざまな学校校舎が日本軍に尋問施設として再利用された。
日本人はマレー人に対して人体実験を行った疑いも持たれており 、マレー人や中国人の少女や女性を慰安婦として連れて行ったことも知られている。

#### 苦難
日本側は、日本が統制する華僑組織を通じて中国人コミュニティに対し、中国の戦争支援に対する償いとして5000万マレードルを集めるように要求した。組織が調達した資金が 2,800 万ドルしかなかったとき、組織は残額の融資を受ける必要があった。
当初、マラヤの他の2つの主要な民族グループであるインド人とマレー人は、日本による最悪の虐待を免れました。日本人はインドをイギリスの支配から解放するためにインド人社会の支援を望み、また、マレー人を脅威とは考えていませんでした。3つの民族はすべて、資金と労働力を提供することで日本の戦争努力を支援することが勧められた。約73,000人のマラヤ人が泰緬鉄道で強制労働させられ、推定25,000人が死亡したと考えられている。日本軍は鉄道建設のためにマラッカや他の支線からもレールを剥ぎ取った。
戦争が進むにつれて、3つの民族共同体はすべて、ますます深刻化する配給難、ハイパーインフレ、資源不足による収奪に苦しみ始めた。連合国軍による日本占領地への封鎖と潜水艦作戦により、日本軍が占領国間で物資を輸送する能力は低下した。マレー系とインド系のコミュニティは徐々に占領中の日本軍との対立を深め、アブドゥル・ラザクやアブドゥルラーマン・ビン・ハジ・ティアブなどのレジスタンス運動への参加者が増えた。元王立マレー連隊将校のヨップ・マヒディン・ビン・モハメド・シャリフは、1942年2月のシンガポール陥落直後にマレー系抵抗組織を設立していた。

#### 商業
約15万トンのゴムが日本軍によって奪われたが、これは占領前にマラヤが輸出していた量よりもかなり少なかった。マラヤは日本が使用できる量を上回る量のゴムと錫を生産していたが、世界市場にアクセスできなくなったため、マラヤの輸出収入は減少した。一人当たりの実質所得は、1944年には1941年のレベルの約半分に低下し、1945年には1938年のレベルの半分未満に低下した。さらなる要因は、利用可能な商船の不足であり、これは 1942年の初めから顕著であった。日本人は輸送を目的として、マレーから満州国までの鉄道接続を確立しようとした。
戦前、マラヤは世界のゴムの40%と錫の高い割合を生産していた。国民の主食である米の必要量の50％以上を輸入していた。連合国による封鎖は、日本への輸入と限られた輸出の両方が劇的に減少したことを意味した。1943年6月、日本はマラヤを占領したにもかかわらず、輸送上の問題により錫が不足した。
占領中、日本軍はマラヤドルを彼ら独自の新マラヤドルに置き換えた。占領前の1941年には、マラヤでは約2億1,900万ドルが流通していた。日本の通貨当局は、占領中に70億ドルから80億ドルが流通したと推定している。一部の日本軍部隊は携帯型の紙幣印刷機を持っていたが、印刷された紙幣（正確には軍票。以後、軍票とする。）の数量や価値の記録は残されていなかった。マラヤが解放されたとき、クアラルンプールには日本軍が保有していた5億ドルの未流通軍票があった。戦争末期の数か月間、無制限に軍票が印刷されたことでハイパーインフレが発生し、終戦時には日本の軍票は無価値になってしまった。
戦時中、連合国は、日本が降伏すると日本発行の通貨は無価値になると強調する宣伝ビラを散布した。この戦術が日本の敗戦が増えるにつれて通貨価値が下落した理由の一つだと、日本の政策当局者からは提唱された。1942年2月に価格統制が実施されたが、戦争が終わるまでにマラヤの価格は戦争開始時の11,000倍に上昇した。1945年8月の月間インフレ率は 40% 以上に達した。通貨の偽造も蔓延しており、イギリスの特殊作戦執行部（SOE） が10ドル紙幣と1ドル紙幣を印刷し、アメリカの戦略情報局（OSS） は 10ドル紙幣を印刷した。

### 抵抗運動
1941年12月8日の日本軍のマラヤ侵攻後、イギリス植民地当局はマラヤ共産党（MCP）の軍事協力の常設申し出を受入れ、12月15日には左翼政治犯全員が釈放された。12月20日から、イギリス軍はシンガポールに急遽設立された第101特殊訓練学校（101st STS）で党員のゲリラ戦訓練を開始した。約165人のMCPメンバーはシンガポールが日本軍に陥落する前に訓練を受けた。これらの戦士は、追い詰められたイギリス軍によって武装も装備も乏しく、急いで分散し、占領軍を悩ませようとした。
1942年2月15日にシンガポールが陥落する直前、党はジョホール州で武装抵抗組織を開始した。第101特別訓練学校（101st STS）の訓練生を中核として、「連隊」と呼ばれるようになる4つの武装集団が結成された。3月、この部隊はマラヤ人民抗日軍（MPAJA）と名付けられ、日本軍に対する破壊活動と待ち伏せ攻撃を開始した。日本軍は中国市民に対する報復で応じた。これらの報復は、経済的苦境の増大と相まって、多数のマレー系中国人が都市から逃亡する原因となった。彼らは森林縁辺の不法占拠者となり、MPAJAへの新兵、食糧、その他の援助の主な供給源となった。MPAJAは保護を提供することでこのサポートを強化した。
1942年2月、マラヤ共産党（MCP）に潜入していた英国工作員とされるライ・テクが日本軍に逮捕された。彼は二重スパイとなり、MCPとMPAJAに関する情報を日本人に提供した。彼が提供した情報に基づいて、日本軍は1942年9月1日にクアラルンプール北のバトゥ洞窟で100人以上のMCPとMPAJAの指導者が集まった秘密会議を襲撃し、そのほとんどを殺害した。人員の喪失によりMPAJAは政治委員制度の放棄を余儀なくされ、軍隊の司令官は連隊長となった。この挫折の後、ライ・テクの指導の下、MPAJA は交戦を避けて強化に集中し、1943年初頭までに4,500人の兵士を集めた。ライ・テクは戦後まで裏切り者であると疑われなかった。彼は最終的にベトミン工作員によって追跡され、暗殺された。
5月以降、第136部隊のイギリス特殊部隊がマラヤに侵入し、ゲリラと接触した。1944年、MPAJAが連合国東南アジア軍団（SEAC）からの何らかの指示を受け入れ、連合国がMPAJAに武器と物資を与えるという合意に達した。しかし、大量の物資が空輸で到着し始めたのは1945年の春になってからだった。
MPAJAと同時に活動していたのは、ヨップ・マヒディンによって結成された抵抗グループであるパハン・ワタニアであった。マハディンはパハン州のスルタンの同意を得てこのグループを結成し、バトゥ・マリムに訓練キャンプを設置した。部隊の初期兵力は254人で、第136部隊の支援を受け、リチャードソン少佐に部隊の訓練を任命した。マヒディンは、その勇気と偉業から「シンガ・メラユ」（マレーのライオン）というあだ名を付けられた。日本の降伏発表からイギリス軍の帰還までの間、ワタニアはMPAJAからスルタンを護った。
戦争が終わった後、MPAJAは共産主義イデオロギーのため禁止され、パハン・ワタニアは再編成され、郷土義勇軍であるレジメン・アスカー・ワタニアとなった。

### 占領中のマラヤにおける連合軍の行動

#### 連合軍の戦略ドクトリン
日本が参戦した場合の連合国の戦略ドクトリンの原則は、 1941年1月29日から1941年3月27日までの秘密会議（米英参謀会談）で決定された。この戦略は、極東を防衛戦争とする欧州第一主義の原則を定めた。真珠湾攻撃の後、イギリス首相ウィンストン・チャーチルとアメリカ大統領フランクリン・ルーズベルトは第一回ワシントン会議で会談した。この会議では欧州第一主義が再確認された。1943年5月の第3回ワシントン会談では、特にビルマの戦いを通じた中国に対する圧力の緩和が議論されました。8月のケベック会談では対日戦の強化が決定され、東南アジア司令部が再編された。1944年9月の第2回ケベック会談では、日本に対するイギリス海軍の関与について議論された。

#### 戦略爆撃
最初の戦略爆撃は、1942年2月2日にアメリカのB-17によってクアンタンとクアラルンプールの飛行場に対して実行された。これらはジャワを拠点に活動する第7爆撃グループの飛行機であった可能性がある。
マラヤに対する任務は1944年10月27日まで再開されなかったが、この時カラグプルから飛んで来た英国空軍第159飛行隊のB-24がペナン海峡に機雷を撒き、最終的に日本の潜水艦部隊の放棄を招いた。彼らは同年11月26日と翌1945年1月23日にさらに機雷を撒いた。
1945年1月11日、第20空軍のB-29がペナンを攻撃した。2月24日にもペナンが攻撃され、3月10日にはクアラルンプールのマーシャリング・ヤードとアロー・スター飛行場が攻撃された。爆弾はクアラルンプールのマーシャリングヤードを狙ったものであった。3月28日にはいくつかの港湾に機雷が投下され、第20空軍による最後のマラヤ作戦は3月29日に行われ、様々な目標に対して攻撃が行われた。マウントバッテン卿がマラヤ侵攻の際に港湾を使用するつもりであったため、港湾に対する攻撃はこの頃に中止された。鉄道、沿岸海運、その他の目標に対する攻撃は続けられた。

#### マラヤとマラッカ海峡での行動
日本軍への敗北後、多くの連合国軍人とヨーロッパの民間人がジャングルに撤退した。英国人女性のノナ・ベイカーを含む何人かはマラヤ人民抗日軍（MPAJA）に加わった。フレディ・スペンサー・チャップマンのような、他の者は占領日本軍に対する破壊活動を開始しようとした第136部隊の工作員であった。1943年8月、連合国はマラヤを含む東南アジアでの戦争を監督する東南アジア司令部を設立した。戦争がさらに進むと、連合軍の工作員が潜水艦から上陸するか、パラシュートで降下して抵抗運動を支援した。
連合軍の海軍部隊、特に潜水艦は占領期間中ずっと日本の船舶を攻撃し、時には第136部隊の工作員をマラヤに連れて行った。1944年後半にアメリカ第20空軍のB-29がペナンとクアラルンプールの施設を襲撃するまで、航空活動は主にB-24か海軍哨戒爆撃機PB4Yがレジスタンスに武器と物資を供給することに限定されていた。1945年5月、英国機動部隊はペナン沖海戦で日本の巡洋艦羽黒を沈没させた。
イブラヒム・イスマーイールは1944年10月、第136部隊の作戦の一環としてマラヤに上陸し、連合軍がジッパー作戦に基づいてマラヤに橋頭堡を確立するために北650マイルのクラ地峡への上陸を計画していることを日本側に確信させた。これに続いて、シンガポールを解放するための南進作戦「メイルフィスト作戦」と、マラヤ北部奪還作戦「ブロードソード作戦」が行われることになった。上陸の準備として、英国機動部隊は1945 年 7 月にマラッカ海峡を航行し、機雷を除去し、日本の施設を攻撃した。ジッパー作戦の前哨戦として、イギリス空母艦載機がマラヤ西海岸沿いの目標を攻撃し、米国第7艦隊の航空機が東海岸の目標を攻撃した。作戦が始まる前に戦争は終わった。

## 降伏
1945年8月15日、昭和天皇は録音されたラジオ（玉音放送）で連合国のポツダム宣言の受諾を発表した。英国のB-24とデ・ハビランド モスキートは降伏発表後、マラヤ諸都市上空への偵察とビラ散布を行った。モスキート爆撃機1機がエンジントラブルを起こし、クアラルンプール近郊の日本軍が占領していたスンガイベシ飛行場（en:RMAF Kuala Lumpur Air Base）に着陸を余儀なくされた。日本軍は乗組員が別のモスキートに拾われるまで援助を提供した。
天皇の発表から連合軍がマラヤに到着するまでの間、特にペラ州で中国人とマレー人社会の間で散発的な戦闘が勃発した。MPAJAはマレー警察の協力者と民間人に対する報復を開始し、強制的に資金を集め始めた。多くの兵士らは革命を主張した。ライ・テクの教唆で指導部の大多数の間では慎重な姿勢が優勢であったが、この決定は後に大きな機会損失とみなされることになった。この期間中、日本占領軍の一部も辺境地域から撤退する際に民間人からの攻撃を受けた。
ジュリスト作戦の下、ペナンはマラヤで日本の支配から解放された最初の州となった。ペナンの日本軍守備隊は1945年9月2日に英国軍艦ネルソンの船上で降伏、翌日イギリス海兵隊の一隊がペナン島を奪回した。その後イギリス軍はシンガポールを奪還し（en:Operation Tiderace）、同島の日本守備隊は9月12日に降伏した。シンガポール降伏後、イギリス軍はクアラルンプールに到着し、1945年9月13日に第29軍司令官が降伏した。1946年2月22日にはクアラルンプールで第7方面軍司令官板垣征四郎大将の降伏式が行われた。
1945年9月12日、英国軍事局（BMA、en:British Military Administration (Malaya)）がクアラルンプールに設置された。続いてクアラルンプールで第29軍司令官石黒貞蔵中将によるマラヤ降伏文書への署名が行われた。参謀長の川原直一少将と。そして小栗軍二大佐が証人として列席した。
その年の後半、MPAJAはしぶしぶ解散に同意した。戦時中のMPAJAの役割を讃える式典では武器が引き渡された。

## 余波

### 本国送還
終戦時にマラヤ、ジャワ、スマトラ、ビルマに残った日本軍は、1945年10月からレンパン島とガラン島に移送され、日本への帰還を待った。ガランは日本軍部隊によってサカエと改名された。石黒中将は連合国により5人の英国将校の監督下で島の責任者となった。エクソダス作戦のもと、20万人以上の日本軍が島を通過した。ある新聞は、憲兵隊の兵士が同胞から虐待を受けていると報じた。最後の軍隊は 1946年7月に島を離れた。
日本軍に加えて、占領前または占領中にマラヤに住んでいた約7,000人の日本の民間人も日本に送還された。

### 戦争犯罪
憲兵隊の隊員と収容所の警備員は、軍人や民間人に対する取扱いを理由に捕虜として扱われた。数多くの戦争犯罪裁判が行われた。1947年に行われた裁判では、7人の日本人将校が有罪とされた。1947年6月26日に第2野戦憲兵隊司令官の大石正幸中佐と河村参郎中将の2人が処刑された。終身刑を言い渡された5人のうちの1人である西村琢磨中将は、後にオーストラリアの法廷でパリット・スロンの虐殺の罪で有罪判決を受け、処刑された。
憲兵隊ペナン支部長の東川好信大尉が処刑された。東川大尉の行為は、大日本帝国海軍のペナンの参謀長であった日高震作大佐が石黒中将にこの問題を提起するほど残忍なものであった。石黒中将は東川大尉を移動させ、代わりに寺田を起用した。
イポーの憲兵隊トップである吉村軍曹は、レジスタンスを支援した欧亜混血の女性看護師シビル・カティガスを含む民間人への拷問と虐待の罪で絞首刑の判決を受けた。マレー人作家アフマド・ムラド・ナサルディンは、家族の投獄について『ニャワ・ディ・フジョン・ペダン』という書籍を執筆した。
他に処刑されたのは、クアラ・ピラ虐殺への関与により銃殺刑を受けた第11連隊長渡辺綱彦大佐だった。岩田大尉、ゴバ イツト少尉、橋本忠少尉は1948年1月3日にプドゥー刑務所で絞首刑に処せられた。

### 戦争墓地と記念碑
シンガポールのクランジ戦没者墓地とペラ州タイピンのブキット・ラルート（マックスウェル・ヒル）にあるタイピン戦没者墓地には、マレー人と連合国軍人の墓地が設立された。1946年10月、第46戦没者墓所隊から部隊が出張し、発見できたすべての遺骸を回収し、再埋葬した。
主要な国立の戦争記念碑はクアラルンプールの国家記念碑である。この記念碑は、第二次世界大戦と戦後のマラヤ危機の両方に従軍した人々を追悼するものである。